# Patio inglés
Un patio inglés es un espacio al aire libre abierto junto a un edificio y semienterrado, que puede dar a espacios públicos o privados, y que sirve para proveer de iluminación, acceso o ventilación a una planta situada a nivel de sótano o semisótano. Técnicamente no importa la cota del suelo del patio, siempre que esté bajo la rasante del terreno se denominará inglés.
Suele ser estrecho y alargado y situarse en la fachada principal. En varias épocas se ha cerrado su acceso con una verja.
Su uso y medidas pueden venir determinados por los planes urbanísticos.

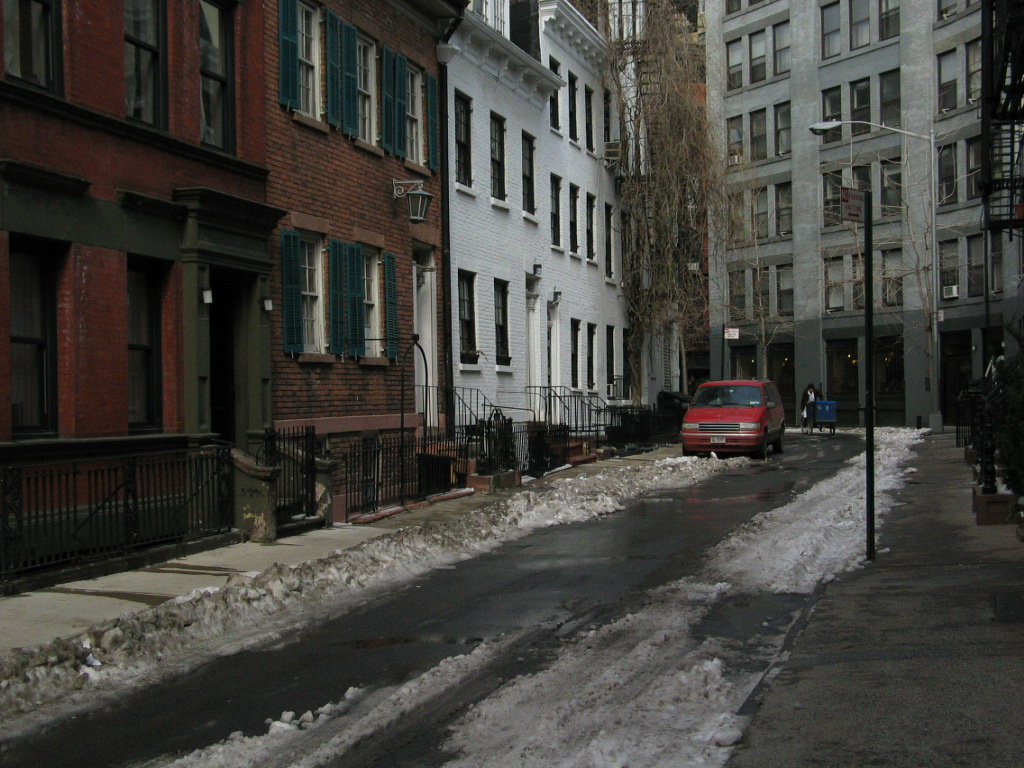
Alineamiento de patios ingleses en Greenwich Village
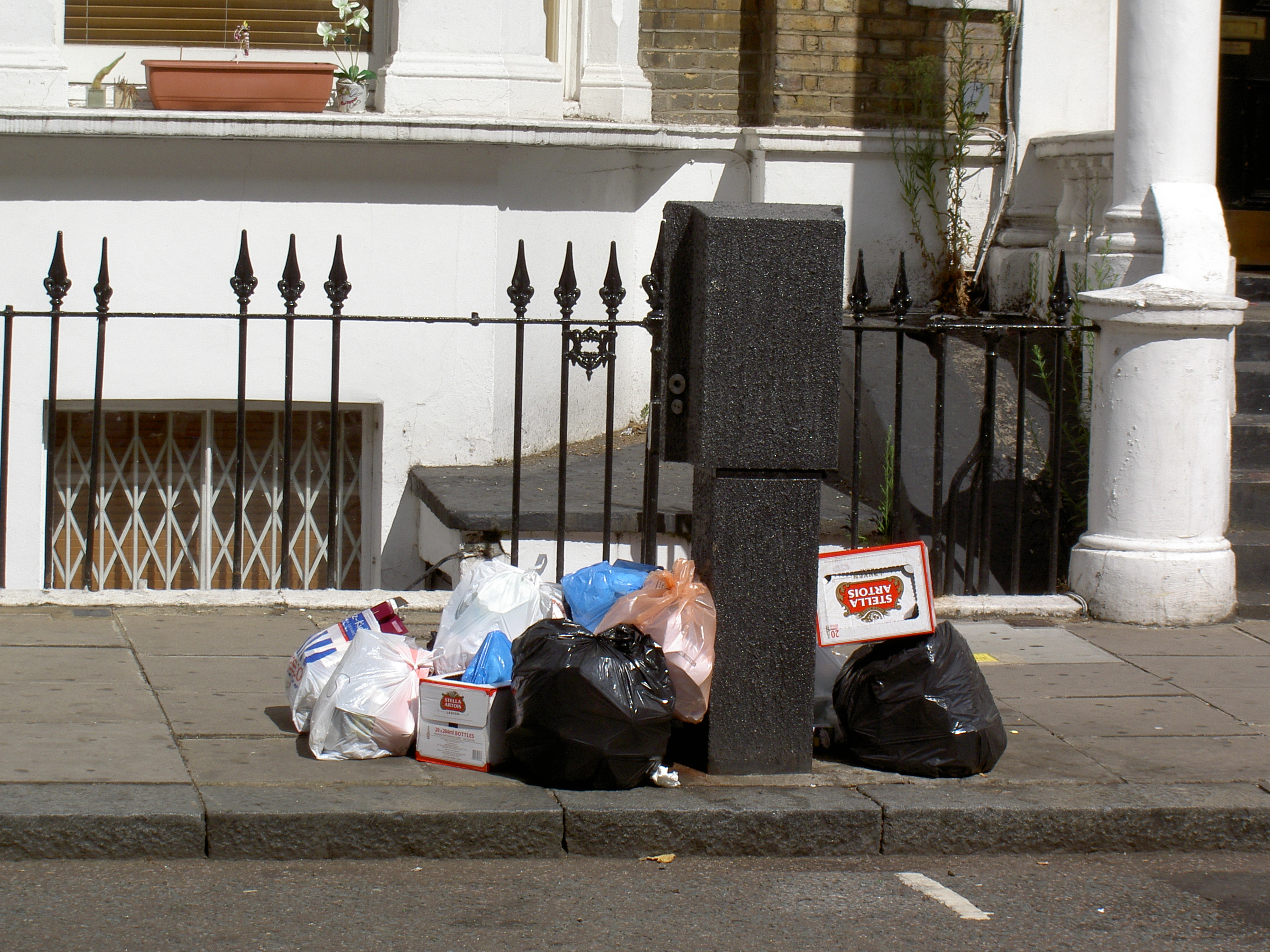
Ventana de un sótano con patio inglés en Londres